# Суперкубок Сектора Гази з футболу 2020
Суперкубок Сектора Гази з футболу 2020  — 9-й розіграш турніру. Матч відбувся 15 листопада 2020 року між чемпіоном Сектора Гази клубом Хадамат (Рафах) та володарем Кубка Сектора Гази клубом Шабаб (Рафах).
| Володар Суперкубка Сектора Гази 2020 |
| ------------------------------------ |
|                                      |
| Шабаб (Рафах) П'ятий титул           |

## Матч

### Деталі
| 15 листопада 2020 14:00 (EEST) |

| Хадамат (Рафах) | 0:0 пен. 3:4 | Шабаб (Рафах) |
| --------------- | ------------ | ------------- |
|                 | Протокол     |               |

| Мохамад Аль-Доррах, Дейр-ель-Балах Арбітр: Махмуд Абу Мустафа |